# カラウパパ国立歴史公園
カラウパパ国立歴史公園（カラウパパこくりつれきしこうえん、Kalaupapa Leprosy Settlement and National Historical Park）は、アメリカ合衆国ハワイ州モロカイ島カラウパパに位置する国立歴史公園（National Historic Sites）

## 歴史
- 1865年・1895年、ハワイ先住民族の排除
- 1866 - 1969年、ハンセン病罹患者強制移住
- 1980年、2つのハンセン病居住地の保存の為に国立歴史公園に制定